# Campeonato Brasileño de Fútbol 1976
El Campeonato Brasileño de Serie A 1976, fue la 21ª edición del Campeonato Brasileño de Serie A. El torneo se extendió desde el 29 de agosto hasta el 12 de diciembre del corriente año. El club Internacional de Porto Alegre ganó el campeonato, el segundo título a nivel nacional del club.
Para esta edición del torneo se aumentó en 12 el número de clubes, llegando estos a 54 participantes.

## Sistema de competición
Primera fase: Los 54 clubes participantes son divididos en seis grupos, con cada club disputando una ronda única contra sus rivales de zona. Clasifican los 4 primeros de cada grupo, los equipos restantes disputan una reclasificación.
Segunda fase: Los 24 clubes antes clasificados se dividen en cuatro grupos de seis equipos cada uno, clasificando los tres primeros de cada grupo a tercera fase.
Repesca: Seis grupos, clasificando para la tercera fase el primero de cada zona.
Tercera fase: Dos grupos de nueve clubes cada uno, los dos primeros de cada grupo clasifican a la fase final.
Fase final: Semifinales y final a partido único, la condición de local la ejerce el cuadro con mejor rendimiento en el torneo, en caso de empate este favorece igualmente al cuadro con mayor puntuación a lo largo del campeonato.

## Primera fase
- Clasifican los 4 primeros de cada grupo a Segunda fase, los equipos restantes disputan una reclasificación.

### Grupo A
| Pos | Equipo        | Pts | PJ | PG | PE | PP | GF | GC | Dif |
| --- | ------------- | --- | -- | -- | -- | -- | -- | -- | --- |
| 1.  | Internacional | 20  | 8  | 7  | 0  | 1  | 25 | 5  | +20 |
| 2.  | Grêmio        | 16  | 8  | 5  | 2  | 1  | 14 | 5  | +9  |
| 3.  | Santos        | 12  | 8  | 4  | 3  | 1  | 9  | 5  | +4  |
| 4.  | Palmeiras     | 11  | 8  | 4  | 2  | 2  | 7  | 2  | +5  |
| 5.  | Caxias        | 11  | 8  | 4  | 1  | 3  | 8  | 5  | +3  |
| 6.  | Avaí          | 6   | 8  | 2  | 1  | 5  | 5  | 11 | -6  |
| 7.  | Desportiva    | 5   | 8  | 2  | 1  | 5  | 5  | 14 | -9  |
| 8.  | Figueirense   | 5   | 8  | 2  | 1  | 5  | 3  | 17 | -14 |
| 9.  | Rio Branco-ES | 1   | 8  | 0  | 1  | 7  | 3  | 15 | -12 |

### Grupo B
| Pos | Equipo              | Pts | PJ | PG | PE | PP | GF | GC | Dif |
| --- | ------------------- | --- | -- | -- | -- | -- | -- | -- | --- |
| 1.  | Botafogo-SP         | 12  | 8  | 4  | 2  | 2  | 9  | 5  | +14 |
| 2.  | Coritiba            | 11  | 8  | 4  | 2  | 2  | 9  | 7  | +2  |
| 3.  | Atlético Paranaense | 11  | 8  | 3  | 3  | 2  | 8  | 4  | +4  |
| 4.  | São Paulo           | 11  | 8  | 3  | 3  | 2  | 8  | 5  | +3  |
| 5.  | Cruzeiro            | 11  | 8  | 3  | 4  | 1  | 9  | 6  | +3  |
| 6.  | Londrina            | 7   | 8  | 2  | 3  | 3  | 5  | 8  | -3  |
| 7.  | Confiança           | 7   | 8  | 2  | 3  | 3  | 6  | 10 | -4  |
| 8.  | Portuguesa          | 6   | 8  | 1  | 3  | 4  | 6  | 9  | -3  |
| 9.  | Uberaba             | 5   | 8  | 1  | 3  | 4  | 4  | 10 | -6  |

### Grupo C
| Pos | Equipo              | Pts | PJ | PG | PE | PP | GF | GC | Dif |
| --- | ------------------- | --- | -- | -- | -- | -- | -- | -- | --- |
| 1.  | Corinthians         | 16  | 8  | 5  | 3  | 0  | 12 | 3  | +9  |
| 2.  | Fortaleza           | 13  | 8  | 4  | 3  | 1  | 12 | 5  | +7  |
| 3.  | Guarani de Campinas | 12  | 8  | 2  | 6  | 0  | 7  | 2  | +5  |
| 4.  | Remo                | 11  | 8  | 3  | 2  | 3  | 10 | 8  | +2  |
| 5.  | Nacional-AM         | 9   | 8  | 3  | 3  | 2  | 6  | 8  | -2  |
| 6.  | Ponte Preta         | 8   | 8  | 1  | 5  | 2  | 6  | 7  | -1  |
| 7.  | Paysandu            | 7   | 8  | 2  | 2  | 4  | 7  | 14 | -7  |
| 8.  | Rio Negro           | 6   | 8  | 1  | 3  | 4  | 6  | 11 | -5  |
| 9.  | Ceará               | 3   | 8  | 0  | 3  | 5  | 2  | 10 | -8  |

### Grupo D
| Pos | Equipo                   | Pts | PJ | PG | PE | PP | GF | GC | Dif |
| --- | ------------------------ | --- | -- | -- | -- | -- | -- | -- | --- |
| 1.  | Atlético Mineiro         | 15  | 8  | 5  | 2  | 1  | 15 | 7  | +8  |
| 2.  | América-RJ               | 13  | 8  | 4  | 3  | 1  | 9  | 4  | +5  |
| 3.  | Goiás                    | 11  | 8  | 4  | 2  | 2  | 11 | 7  | +4  |
| 4.  | Operário de Campo Grande | 11  | 8  | 2  | 6  | 0  | 11 | 8  | +3  |
| 5.  | Vasco da Gama            | 9   | 8  | 4  | 0  | 4  | 9  | 11 | -2  |
| 6.  | Mixto                    | 7   | 8  | 2  | 2  | 4  | 10 | 11 | -1  |
| 7.  | Americano                | 7   | 8  | 2  | 3  | 3  | 8  | 10 | -2  |
| 8.  | América-MG               | 5   | 8  | 1  | 2  | 5  | 8  | 9  | -1  |
| 9.  | Goiânia                  | 4   | 8  | 1  | 2  | 5  | 9  | 23 | -14 |

### Grupo E
| Pos | Equipo                  | Pts | PJ | PG | PE | PP | GF | GC | Dif |
| --- | ----------------------- | --- | -- | -- | -- | -- | -- | -- | --- |
| 1.  | Vitória                 | 16  | 8  | 5  | 2  | 1  | 11 | 3  | +8  |
| 2.  | Bahia                   | 15  | 8  | 4  | 4  | 0  | 11 | 2  | +9  |
| 3.  | Botafogo                | 14  | 8  | 4  | 3  | 1  | 14 | 7  | +7  |
| 4.  | Fluminense              | 13  | 8  | 4  | 2  | 2  | 13 | 6  | +7  |
| 5.  | Botafogo Ribeirão Preto | 10  | 8  | 3  | 3  | 2  | 6  | 6  | 0   |
| 6.  | CSA Alagoas             | 8   | 8  | 2  | 4  | 2  | 10 | 11 | -1  |
| 7.  | CRB Alagoas             | 6   | 8  | 2  | 1  | 5  | 5  | 14 | -9  |
| 8.  | Fluminense de Feira     | 4   | 8  | 1  | 1  | 6  | 6  | 14 | -8  |
| 9.  | Treze                   | 2   | 8  | 1  | 0  | 7  | 6  | 19 | -13 |

### Grupo F
| Pos | Equipo            | Pts | PJ | PG | PE | PP | GF | GC | Dif |
| --- | ----------------- | --- | -- | -- | -- | -- | -- | -- | --- |
| 1.  | Flamengo          | 18  | 8  | 6  | 1  | 1  | 24 | 5  | +19 |
| 2.  | Santa Cruz Recife | 15  | 8  | 5  | 2  | 1  | 12 | 5  | +7  |
| 3.  | Sport Recife      | 12  | 8  | 5  | 1  | 2  | 8  | 5  | +3  |
| 4.  | América de Natal  | 10  | 8  | 2  | 5  | 1  | 6  | 4  | +2  |
| 5.  | Volta Redonda     | 9   | 8  | 2  | 4  | 2  | 9  | 10 | -1  |
| 6.  | Náutico Recife    | 7   | 8  | 2  | 2  | 4  | 8  | 10 | -2  |
| 7.  | Flamengo-PI       | 6   | 8  | 1  | 4  | 3  | 7  | 11 | -4  |
| 8.  | ABC Natal         | 4   | 8  | 0  | 4  | 4  | 5  | 12 | -7  |
| 9.  | Sampaio Corrêa    | 3   | 8  | 0  | 3  | 5  | 5  | 22 | -17 |

## Segunda Fase
- Clasifican los 3 primeros de los grupos G, H, I, J a Segunda fase, más los equipos vencedores de los grupos de reclasificación.

### Grupo G
| Pos | Equipo                  | Pts | PJ | PG | PE | PP | GF | GC | Dif |
| --- | ----------------------- | --- | -- | -- | -- | -- | -- | -- | --- |
| 1.  | Internacional           | 13  | 5  | 4  | 1  | 0  | 11 | 1  | +10 |
| 2.  | Botafogo Ribeirão Preto | 8   | 5  | 2  | 2  | 1  | 9  | 6  | +3  |
| 3.  | Fluminense              | 5   | 5  | 2  | 1  | 2  | 7  | 6  | +1  |
| 4.  | Fortaleza               | 4   | 5  | 1  | 2  | 2  | 5  | 8  | -3  |
| 5.  | América de Natal        | 3   | 5  | 1  | 1  | 3  | 4  | 8  | -4  |
| 6.  | Goiás                   | 3   | 5  | 0  | 3  | 2  | 2  | 9  | -7  |

### Grupo H
| Pos | Equipo                   | Pts | PJ | PG | PE | PP | GF | GC | Dif |
| --- | ------------------------ | --- | -- | -- | -- | -- | -- | -- | --- |
| 1.  | Grêmio                   | 10  | 5  | 4  | 1  | 0  | 7  | 1  | +6  |
| 2.  | Coritiba                 | 8   | 5  | 3  | 1  | 1  | 5  | 2  | +3  |
| 3.  | Corinthians              | 7   | 5  | 3  | 0  | 2  | 6  | 6  | 0   |
| 4.  | Operário de Campo Grande | 6   | 5  | 2  | 0  | 3  | 5  | 5  | 0   |
| 5.  | Botafogo                 | 4   | 5  | 2  | 0  | 3  | 3  | 6  | -3  |
| 6.  | Sport Recife             | 0   | 5  | 0  | 0  | 5  | 0  | 6  | -6  |

### Grupo I
| Pos | Equipo              | Pts | PJ | PG | PE | PP | GF | GC | Dif |
| --- | ------------------- | --- | -- | -- | -- | -- | -- | -- | --- |
| 1.  | Bahia               | 9   | 5  | 3  | 1  | 1  | 8  | 3  | +5  |
| 2.  | Atlético Mineiro    | 8   | 5  | 2  | 3  | 0  | 11 | 5  | +6  |
| 3.  | Santa Cruz Recife   | 6   | 5  | 2  | 1  | 2  | 6  | 7  | -1  |
| 4.  | Santos              | 6   | 5  | 2  | 2  | 1  | 5  | 5  | 0   |
| 5.  | Atlético Paranaense | 3   | 5  | 1  | 1  | 3  | 3  | 9  | -6  |
| 6.  | Remo                | 2   | 5  | 0  | 2  | 3  | 5  | 9  | -4  |

### Grupo J
| Pos | Equipo              | Pts | PJ | PG | PE | PP | GF | GC | Dif |
| --- | ------------------- | --- | -- | -- | -- | -- | -- | -- | --- |
| 1.  | Palmeiras           | 11  | 5  | 4  | 1  | 0  | 7  | 1  | +6  |
| 2.  | Flamengo            | 10  | 5  | 4  | 0  | 1  | 10 | 3  | +7  |
| 3.  | Guarani de Campinas | 8   | 5  | 3  | 0  | 2  | 11 | 6  | +5  |
| 4.  | América-RJ          | 5   | 5  | 1  | 2  | 2  | 5  | 8  | -3  |
| 5.  | São Paulo           | 4   | 5  | 1  | 1  | 3  | 7  | 8  | -1  |
| 6.  | Vitória             | 0   | 5  | 0  | 0  | 5  | 2  | 16 | -14 |

### Grupo K - Reclasificación
| Pos | Equipo                 | Pts | PJ | PG | PE | PP | GF | GC | Dif |
| --- | ---------------------- | --- | -- | -- | -- | -- | -- | -- | --- |
| 1.  | Caxias                 | 6   | 4  | 1  | 3  | 0  | 5  | 1  | +4  |
| 2.  | Avaí                   | 6   | 4  | 2  | 2  | 0  | 2  | 0  | +2  |
| 3.  | Rio Branco-ES          | 6   | 4  | 2  | 2  | 0  | 2  | 0  | +2  |
| 4.  | Figueirense            | 3   | 4  | 1  | 0  | 3  | 4  | 8  | -4  |
| 5.  | Desportiva Ferroviária | 1   | 4  | 0  | 1  | 3  | 1  | 5  | -4  |

### Grupo L - Reclasificación
| Pos | Equipo     | Pts | PJ | PG | PE | PP | GF | GC | Dif |
| --- | ---------- | --- | -- | -- | -- | -- | -- | -- | --- |
| 1.  | Portuguesa | 9   | 4  | 3  | 1  | 0  | 9  | 2  | +7  |
| 2.  | Cruzeiro   | 8   | 4  | 3  | 1  | 0  | 6  | 1  | +5  |
| 3.  | Uberaba    | 4   | 4  | 2  | 0  | 2  | 3  | 3  | 0   |
| 4.  | Confiança  | 2   | 4  | 1  | 0  | 3  | 2  | 9  | -7  |
| 5.  | Londrina   | 0   | 4  | 0  | 0  | 4  | 3  | 8  | -5  |

### Grupo M - Reclasificación
| Pos | Equipo           | Pts | PJ | PG | PE | PP | GF | GC | Dif |
| --- | ---------------- | --- | -- | -- | -- | -- | -- | -- | --- |
| 1.  | Ponte Preta      | 7   | 4  | 2  | 1  | 1  | 10 | 3  | +7  |
| 2.  | Paysandu         | 6   | 4  | 2  | 1  | 1  | 5  | 5  | 0   |
| 3.  | Ceará            | 4   | 4  | 1  | 2  | 1  | 3  | 3  | 0   |
| 4.  | Rio Negro Manaos | 4   | 4  | 1  | 2  | 1  | 2  | 3  | -1  |
| 5.  | Nacional-AM      | 2   | 4  | 0  | 2  | 2  | 3  | 9  | -6  |

### Grupo N - Reclasificación
| Pos | Equipo        | Pts | PJ | PG | PE | PP | GF | GC | Dif |
| --- | ------------- | --- | -- | -- | -- | -- | -- | -- | --- |
| 1.  | Vasco da Gama | 8   | 4  | 3  | 1  | 0  | 9  | 5  | +4  |
| 2.  | Mixto Cuiabá  | 8   | 4  | 3  | 0  | 1  | 8  | 3  | +5  |
| 3.  | Goiânia       | 4   | 4  | 1  | 1  | 2  | 6  | 8  | -2  |
| 4.  | Americano     | 3   | 4  | 1  | 0  | 3  | 7  | 8  | -1  |
| 5.  | América-MG    | 2   | 4  | 1  | 0  | 3  | 4  | 10 | -6  |

### Grupo O - Reclasificación
| Pos | Equipo              | Pts | PJ | PG | PE | PP | GF | GC | Dif |
| --- | ------------------- | --- | -- | -- | -- | -- | -- | -- | --- |
| 1.  | CRB Alagoas         | 7   | 4  | 2  | 2  | 0  | 6  | 3  | +3  |
| 2.  | Botafogo-PB         | 6   | 4  | 2  | 1  | 1  | 10 | 8  | +2  |
| 3.  | Treze               | 4   | 4  | 2  | 0  | 2  | 3  | 4  | -1  |
| 4.  | Fluminense de Feira | 4   | 4  | 1  | 2  | 1  | 4  | 4  | 0   |
| 5.  | CSA Alagoas         | 1   | 4  | 0  | 1  | 3  | 4  | 8  | -4  |

### Grupo P - Reclasificación
| Pos | Equipo         | Pts | PJ | PG | PE | PP | GF | GC | Dif |
| --- | -------------- | --- | -- | -- | -- | -- | -- | -- | --- |
| 1.  | Náutico Recife | 7   | 4  | 2  | 2  | 0  | 6  | 1  | +5  |
| 2.  | Sampaio Corrêa | 6   | 4  | 2  | 0  | 2  | 5  | 7  | -2  |
| 3.  | Flamengo-PI    | 5   | 4  | 1  | 2  | 1  | 3  | 5  | -2  |
| 4.  | Volta Redonda  | 4   | 4  | 1  | 2  | 1  | 2  | 3  | -1  |
| 5.  | ABC Natal      | 3   | 4  | 1  | 0  | 3  | 6  | 6  | 0   |

## Tercera Fase
- Clasifican los 2 primeros de cada grupo a la Fase final.

### Grupo Q
| Pos | Equipo                     | Pts | PJ | PG | PE | PP | GF | GC | Dif |
| --- | -------------------------- | --- | -- | -- | -- | -- | -- | -- | --- |
| 1.  | Internacional              | 17  | 8  | 6  | 0  | 2  | 19 | 6  | +13 |
| 2.  | Corinthians                | 14  | 8  | 5  | 2  | 1  | 12 | 5  | +7  |
| 3.  | Ponte Preta                | 11  | 8  | 5  | 0  | 3  | 7  | 6  | +1  |
| 4.  | Coritiba                   | 10  | 8  | 4  | 1  | 3  | 8  | 8  | 0   |
| 5.  | Palmeiras                  | 9   | 8  | 2  | 4  | 2  | 10 | 8  | +2  |
| 6.  | Caxias                     | 8   | 8  | 3  | 1  | 4  | 10 | 12 | -2  |
| 7.  | Botafogo-SP Ribeirão Preto | 7   | 8  | 3  | 0  | 5  | 8  | 13 | -5  |
| 8.  | Santa Cruz Recife          | 7   | 8  | 2  | 2  | 4  | 14 | 20 | -6  |
| 9.  | Portuguesa                 | 2   | 8  | 0  | 2  | 6  | 7  | 17 | -10 |

### Grupo R
| Pos | Equipo              | Pts | PJ | PG | PE | PP | GF | GC | Dif |
| --- | ------------------- | --- | -- | -- | -- | -- | -- | -- | --- |
| 1.  | Fluminense          | 15  | 8  | 6  | 1  | 1  | 13 | 6  | +7  |
| 2.  | Atlético Mineiro    | 14  | 8  | 4  | 2  | 2  | 13 | 4  | +9  |
| 3.  | Flamengo            | 13  | 8  | 4  | 2  | 2  | 14 | 7  | +7  |
| 4.  | Vasco da Gama       | 10  | 8  | 4  | 1  | 3  | 9  | 12 | -3  |
| 5.  | Guarani de Campinas | 9   | 8  | 3  | 2  | 3  | 11 | 11 | 0   |
| 6.  | Náutico Recife      | 8   | 8  | 2  | 2  | 4  | 8  | 12 | -4  |
| 7.  | Grêmio              | 7   | 8  | 2  | 2  | 4  | 10 | 14 | -4  |
| 8.  | Bahia               | 7   | 8  | 2  | 3  | 3  | 8  | 12 | -4  |
| 9.  | CRB Alagoas         | 4   | 8  | 1  | 1  | 6  | 7  | 15 | -8  |

## Fase Final
|  | Semifinales      | Semifinales      | Semifinales |             |               | Final         | Final | Final |  |
|  |                  |                  |             |             |               |               |       |       |  |
|  |                  |                  |             |             |               |               |       |       |  |
|  | Fluminense       | Fluminense       | 1           |             |               |               |       |       |  |
|  | Fluminense       | Fluminense       | 1           |             |               |               |       |       |  |
|  | Corinthians      | Corinthians      | 1           |             |               |               |       |       |  |
|  | Corinthians      | Corinthians      | 1           |             | Internacional | Internacional | 2     |       |  |
|  |                  |                  |             |             | Internacional | Internacional | 2     |       |  |
|  |                  |                  | Corinthians | Corinthians | 0             |               |       |       |  |
|  | Internacional    | Internacional    | Corinthians | Corinthians | 0             | 2             |       |       |  |
|  | Internacional    | Internacional    |             |             |               | 2             |       |       |  |
|  | Atlético Mineiro | Atlético Mineiro | 1           |             |               |               |       |       |  |
|  | Atlético Mineiro | Atlético Mineiro | 1           |             |               |               |       |       |  |
|  |                  |                  |             |             |               |               |       |       |  |

### Semifinales
| 5 de diciembre de 1976 | Fluminense                  | 1 – 1 | Corinthians | Estadio Maracanã, Río de Janeiro,                                |                                                                  |
|                        | Carlos Alberto Pintinho 18' |       | Ruço 29'    | Asistencia: 146,043 espectadores Árbitro(s): Saul Schmitt Mendes | Asistencia: 146,043 espectadores Árbitro(s): Saul Schmitt Mendes |

| 5 de diciembre de 1976 | Internacional            | 2 – 1 | Atlético Mineiro | Estadio Beira Rio, Porto Alegre,                             |                                                              |
|                        | Batista 73' · Falcão 90' |       | Vantuir 30'      | Asistencia: 59,800 espectadores Árbitro(s): Sebastião Rufino | Asistencia: 59,800 espectadores Árbitro(s): Sebastião Rufino |

### Final
| 12 de diciembre de 1976 | Internacional                      | 2 – 0 | Corinthians | Estadio Beira Rio, Porto Alegre,                                |                                                                 |
|                         | Dadá Maravilha 29' · Valdomiro 57' |       |             | Asistencia: 84,000 espectadores Árbitro(s): José Roberto Wright | Asistencia: 84,000 espectadores Árbitro(s): José Roberto Wright |

- Internacional y Corinthians, campeón y subcampeón respectivamente, clasifican a Copa Libertadores 1977.

|                                          |
| Bandera del estado de Río Grande del Sur |
| Campeón SC Internacional 2.º título      |

## Posiciones finales
- Dos puntos por victoria.
| Pos | Equipo              | Pts | PJ | PG | PE | PP | GF | GC | Dif |
| --- | ------------------- | --- | -- | -- | -- | -- | -- | -- | --- |
| 1.  | Internacional       | 54  | 23 | 19 | 1  | 3  | 59 | 13 | +46 |
| 2.  | Corinthians         | 38  | 23 | 13 | 6  | 4  | 31 | 17 | +14 |
| 3.  | Atlético Mineiro    | 37  | 22 | 11 | 7  | 4  | 40 | 18 | +22 |
| 4.  | Fluminense          | 35  | 22 | 11 | 7  | 4  | 34 | 19 | +15 |
| 5.  | Flamengo            | 41  | 21 | 14 | 3  | 4  | 48 | 15 | +33 |
| 6.  | Grêmio              | 33  | 21 | 11 | 5  | 5  | 31 | 20 | +11 |
| 7.  | Palmeiras           | 31  | 21 | 10 | 7  | 4  | 24 | 11 | +13 |
| 8.  | Bahia               | 31  | 21 | 9  | 8  | 4  | 27 | 17 | +10 |
| 9.  | Coritiba            | 29  | 21 | 11 | 4  | 6  | 22 | 17 | +5  |
| 10. | Guarani de Campinas | 29  | 21 | 8  | 8  | 5  | 29 | 19 | +10 |
| 11. | Santa Cruz Recife   | 28  | 21 | 9  | 5  | 7  | 32 | 32 | 0   |
| 12. | Vasco da Gama       | 27  | 20 | 11 | 2  | 7  | 27 | 28 | -1  |
| 13. | Botafogo-SP         | 27  | 21 | 9  | 4  | 8  | 26 | 24 | +2  |
| 14. | Ponte Preta         | 26  | 20 | 8  | 6  | 6  | 23 | 16 | +7  |
| 15. | Caxias              | 25  | 20 | 8  | 5  | 7  | 23 | 18 | +5  |
| 16. | Náutico Recife      | 22  | 20 | 6  | 6  | 8  | 22 | 23 | -1  |
| 17. | CRB Alagoas         | 17  | 20 | 5  | 4  | 11 | 18 | 32 | -14 |
| 18. | Portuguesa-SP       | 17  | 20 | 4  | 6  | 10 | 22 | 28 | -6  |
| 19. | Botafogo            | 18  | 13 | 6  | 3  | 4  | 17 | 13 | +4  |
| 20. | Santos FC           | 18  | 13 | 6  | 5  | 2  | 14 | 10 | +4  |
| 21. | América-RJ          | 18  | 13 | 5  | 5  | 3  | 14 | 12 | +2  |
| 22. | Fortaleza           | 17  | 13 | 5  | 5  | 3  | 17 | 13 | +4  |
| 23. | Operário-CG         | 17  | 13 | 4  | 6  | 3  | 16 | 13 | +3  |
| 24. | Vitória             | 16  | 13 | 5  | 2  | 6  | 13 | 19 | -6  |
| 25. | São Paulo           | 15  | 13 | 4  | 4  | 5  | 15 | 13 | +2  |
| 26. | Atlético Paranaense | 14  | 13 | 4  | 4  | 5  | 11 | 13 | -2  |
| 27. | Goiás               | 14  | 13 | 4  | 5  | 4  | 13 | 16 | -3  |
| 28. | Remo                | 13  | 13 | 3  | 4  | 6  | 15 | 17 | -2  |
| 29. | América de Natal    | 13  | 13 | 3  | 6  | 4  | 10 | 12 | -2  |
| 30. | Sport Recife        | 12  | 13 | 5  | 1  | 7  | 8  | 11 | -3  |
| 31. | Cruzeiro            | 19  | 12 | 6  | 5  | 1  | 15 | 7  | +8  |
| 32. | Botafogo-PB         | 17  | 12 | 5  | 4  | 3  | 16 | 14 | +2  |
| 33. | Mixto               | 15  | 12 | 5  | 2  | 5  | 18 | 14 | +4  |
| 34. | Paysandu            | 13  | 12 | 4  | 3  | 5  | 12 | 19 | -7  |
| 35. | Volta Redonda       | 13  | 12 | 3  | 6  | 3  | 11 | 13 | -2  |
| 36. | Avaí                | 12  | 12 | 4  | 3  | 5  | 7  | 11 | -4  |
| 37. | Nacional-AM         | 11  | 12 | 3  | 5  | 4  | 9  | 17 | -8  |
| 38. | Flamengo-PI         | 11  | 12 | 2  | 6  | 4  | 10 | 16 | -6  |
| 39. | Americano           | 10  | 12 | 3  | 3  | 6  | 15 | 18 | -3  |
| 40. | Rio Negro           | 10  | 12 | 2  | 5  | 5  | 8  | 14 | -6  |
| 41. | Uberaba             | 9   | 12 | 3  | 3  | 6  | 7  | 13 | -6  |
| 42. | Confiança           | 9   | 12 | 3  | 3  | 6  | 8  | 19 | -11 |
| 43. | CSA Alagoas         | 9   | 12 | 2  | 5  | 5  | 14 | 19 | -5  |
| 44. | Sampaio Corrêa      | 9   | 12 | 2  | 3  | 7  | 10 | 29 | -19 |
| 45. | Figueirense         | 8   | 12 | 3  | 1  | 8  | 7  | 25 | -18 |
| 46. | Fluminense de Feira | 8   | 12 | 2  | 3  | 7  | 10 | 18 | -8  |
| 47. | Goiânia             | 8   | 12 | 2  | 3  | 7  | 15 | 31 | -16 |
| 48. | América Mineiro     | 7   | 12 | 2  | 2  | 8  | 12 | 19 | -7  |
| 49. | Londrina            | 7   | 12 | 2  | 3  | 7  | 8  | 16 | -8  |
| 50. | Rio Branco-ES       | 7   | 12 | 2  | 3  | 7  | 5  | 15 | -10 |
| 51. | ABC Natal           | 7   | 12 | 1  | 4  | 7  | 11 | 18 | -7  |
| 52. | Ceará               | 7   | 12 | 1  | 5  | 6  | 5  | 13 | -8  |
| 53. | Treze               | 6   | 12 | 3  | 0  | 9  | 9  | 23 | -14 |
| 54. | Desportiva Capixaba | 6   | 12 | 2  | 2  | 8  | 6  | 19 | -13 |

## Goleadores
| Pos. | Jugador          | Club             | Goles |
| ---- | ---------------- | ---------------- | ----- |
| 1    | Dadá Maravilha   | Internacional    | 16    |
| 2    | Narciso Doval    | Fluminense       | 14    |
| 2    | Zico             | Flamengo         | 14    |
| 4    | Luisinho         | Flamengo         | 12    |
| 5    | Roberto Dinamite | Vasco da Gama    | 12    |
| 6    | André Catimba    | Guarani          | 11    |
| 7    | Bebeto           | Caxias           | 10    |
| 7    | Neca             | Corinthians      | 10    |
| 7    | Valdomiro        | Internacional    | 10    |
| 10   | Betinho          | Santa Cruz       | 9     |
| 10   | Nunes            | Santa Cruz       | 9     |
| 10   | Reinaldo         | Atlético Mineiro | 9     |
| 10   | Reinaldo         | Botafogo-PB      | 9     |